# گراتون (ویرجینیا)
گراتون (به انگلیسی: Gratton) یک منطقهٔ مسکونی در ایالات متحده آمریکا است که در شهرستان تیزول، ویرجینیا واقع شده‌است. گراتون ۹۳۷ نفر جمعیت دارد.